# Rue Agrippa-d'Aubigné
La rue Agrippa-d’Aubigné est une rue du 4e arrondissement de Paris. 

## Situation et accès
Longue de 108 mètres, elle commence au 40, quai Henri-IV et se termine au 17, boulevard Morland.
Le quartier est desservi par la ligne 7 à la station Sully - Morland.

## Origine du nom

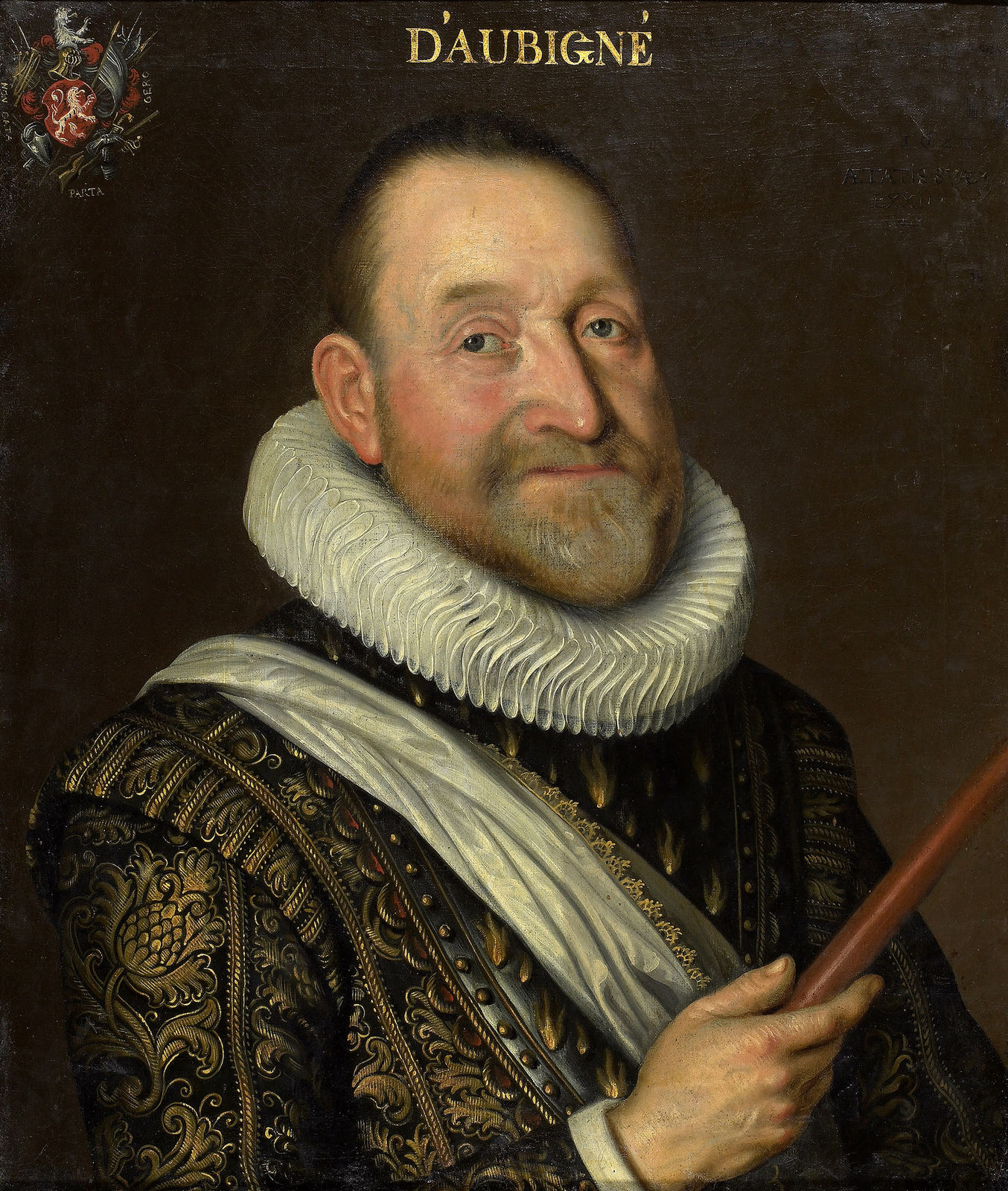
Portrait de Théodore Agrippa d’Aubigné (1622).

La rue tient son nom de Théodore Agrippa d'Aubigné (1552-1630), poète, homme de guerre et historien.

## Historique
Elle a été ouverte par un décret du 2 mars 1869 sous le nom de « rue d'Aubigné » avant de prendre sa dénomination actuelle par un arrêté du 29 janvier 1891.
Jusqu’en 1932, on trouve au débouché de la rue un pont pour piétons, la passerelle de l'Estacade, construit en 1818 entre la pointe orientale de l’île Saint-Louis et le quai Henri-IV. Cette passerelle est emportée par les eaux lors de la crue de la Seine de 1910 et est par la suite reconstruite en dur. Elle est finalement démolie définitivement en 1932.

## Galerie

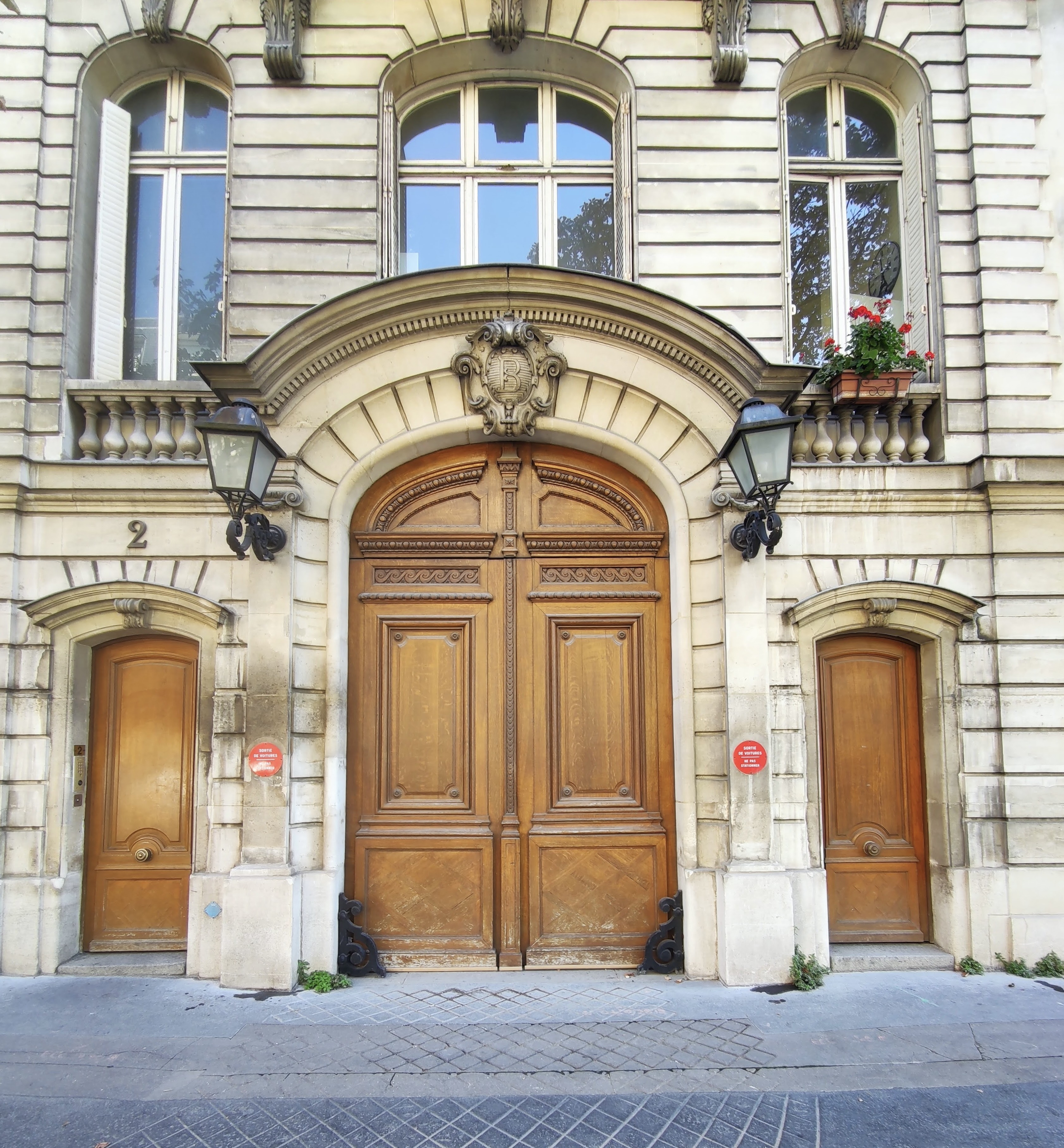
No 2.
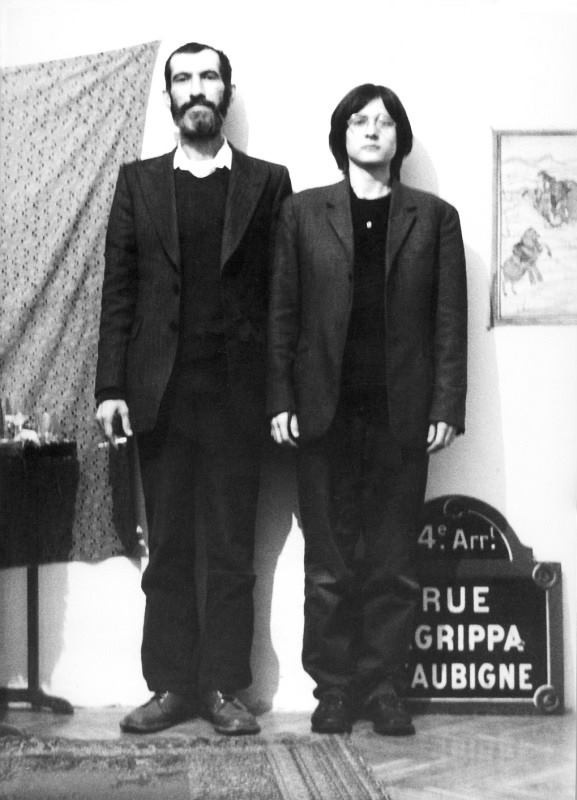
Le poète György Petri et la photographe Lenke Szilágyi avec une plaque de la rue à Budapest en 1984.